# (415) Palatia
(415) Palatia est un astéroïde de la ceinture principale découvert par Max Wolf le 7 février 1896.